# Polytrichophora setigera
Polytrichophora setigera är en tvåvingeart som först beskrevs av Cresson 1916.  Polytrichophora setigera ingår i släktet Polytrichophora och familjen vattenflugor. Inga underarter finns listade i Catalogue of Life.